# Kalmar megye
Kalmar megye (Kalmar län) megye (svédül: län) Svédország déli, Götaland nevű országrészében. Kronoberg, Jönköping, Blekinge és Östergötland megyék, illetve keletről a Balti-tenger és Gotland megye határolja.
Svédországban a megyék a legmagasabb szintű közigazgatási egységek. Földrajzilag Kalmar megye Småland történelmi tartomány keleti részét és Öland szigetét foglalja magába, mely utóbbi maga is egy történelmi tartományt képez, a legkisebbet az ilyen svéd tartományok sorában.

## Adminisztráció
Kalmar 1672-ig Kronoberg megye része volt. Blekinge Kalmar megye része volt 1680 és 1683 között a Karlskrona tengerészeti bázis alapítása miatt.
A kormányzói székhely, azaz Landshövding Kalmar. A kormányzó a megye adminisztrációs testülete, a Länsstyrelse vezetője. Ez a poszt 2017 derekán nincs betöltve.

## Községek
Kalmar megye községei a szárazföldi részén:
- Emmaboda
- Hultsfred
- Högsby
- Kalmar
- Mönsterås
- Nybro
- Oskarshamn
- Torsås
- Vimmerby
- Västervik

Kalmar megye községei Öland szigetén:
- Borgholm
- Mörbylånga

## Címertan
Fő szócikkek: Småland tartomány címere és Öland tartomány címere
Kalmar megye 1944-ben kapta címerét. 1944 előtt a megye Småland és Öland címerét egymás mellett használta. A jelenlegi címer ezen két tartomány címerének a kombinációja.

## Népesség
| Lakosok száma | 234 700 | 243 536 | 244 670 | 245 446 | 246 010 | 247 175 | 247 711 | 246 667 | 246 529 |
|               | 2014    | 2017    | 2018    | 2019    | 2020    | 2021    | 2022    | 2023    | 2024    |

## Külső hivatkozások
- Kalmar megye adminisztrációja
- Kalmar megye